# Eumenes boettcheri
Eumenes boettcheri är en stekelart som beskrevs av Giordani Soika 1941. Eumenes boettcheri ingår i släktet krukmakargetingar, och familjen Eumenidae. Inga underarter finns listade i Catalogue of Life.